# Jean Baptiste Antoine Guillemin
Jean Baptiste Antoine Guillemin, född 20 januari 1796 i Pouilly-sur-Saône, död 15 januari 1842 i Montpellier, var en fransk botanist. Auktorsnamnet Guill. kan användas för Jean Baptiste Antoine Guillemin i samband med ett vetenskapligt namn inom botaniken; se Wikipediaartiklar som länkar till auktorsnamnet.
Guillemin utgav bland annat Floræ Senegambiæ tentamen (1830–1833; med Samuel Perrottet och Achille Richard) och Archives de botanique (1833).